# Allikelund Gymnasium
Allikelund Gymnasium er et gymnasium, der ligger i Kalundborg. Det tilbyder HHX, HTX, EUX, EUD og 10. klasse. Gymnasiet ligger tæt på Kalundborg Gymnasium, der tilbyder tilbyder stx og hf.